# L'Adoration des mages (suiveur de Bosch, Anderlecht)
Pour les articles homonymes, voir L'Adoration des mages (homonymie).
L'Adoration des mages (ou Triptyque de l’Épiphanie d'Anderlecht) est un triptyque du début du XVIe siècle conservé au musée de la Maison d'Érasme à Anderlecht, près de Bruxelles. Attribué à Jérôme Bosch puis à un suiveur de ce peintre, il pourrait être l’œuvre d'un membre de l'atelier du maître, Gielis Panhedel.

## Description

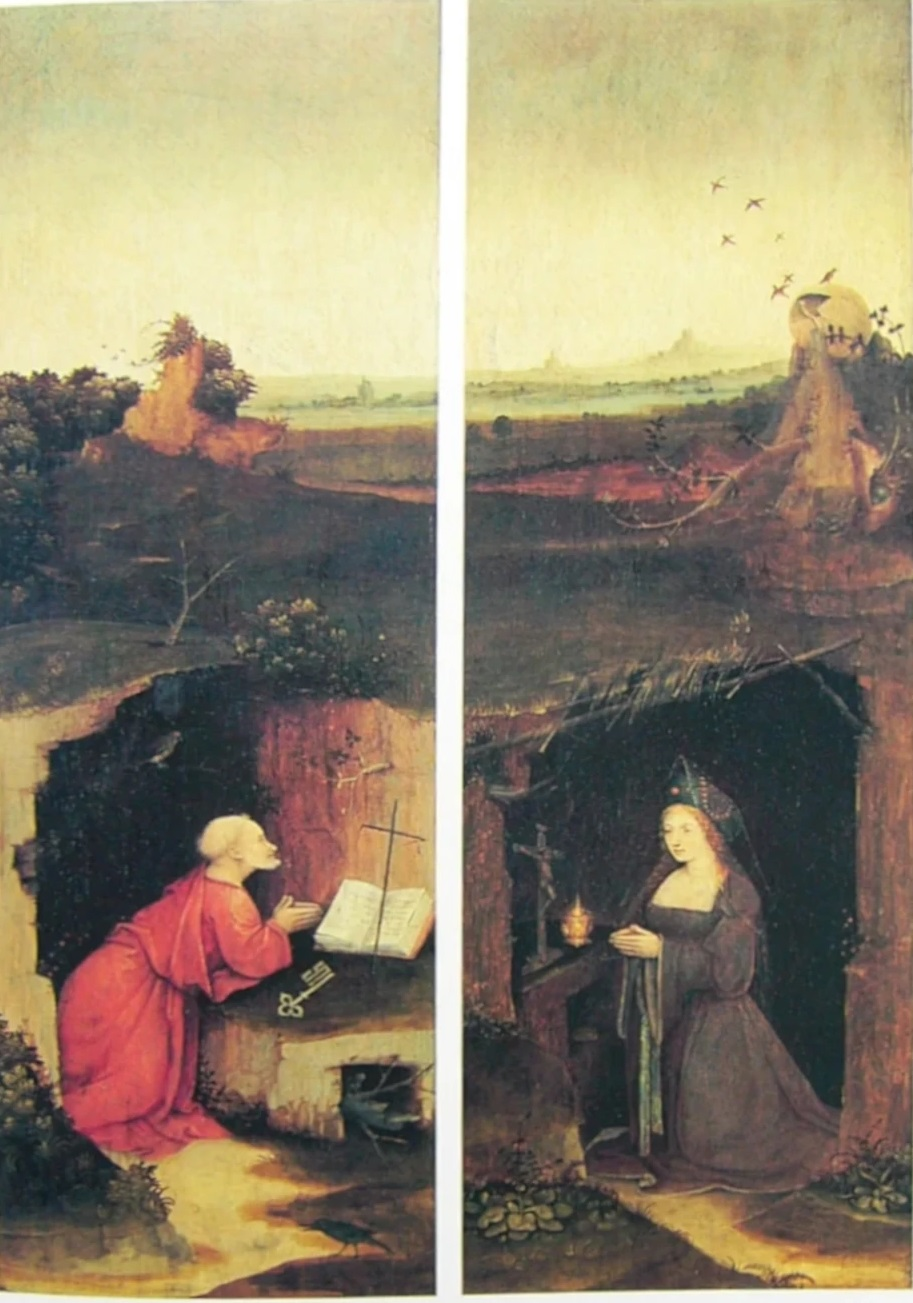
Saint Pierre et Sainte Marie-Madeleine, revers des volets latéraux.

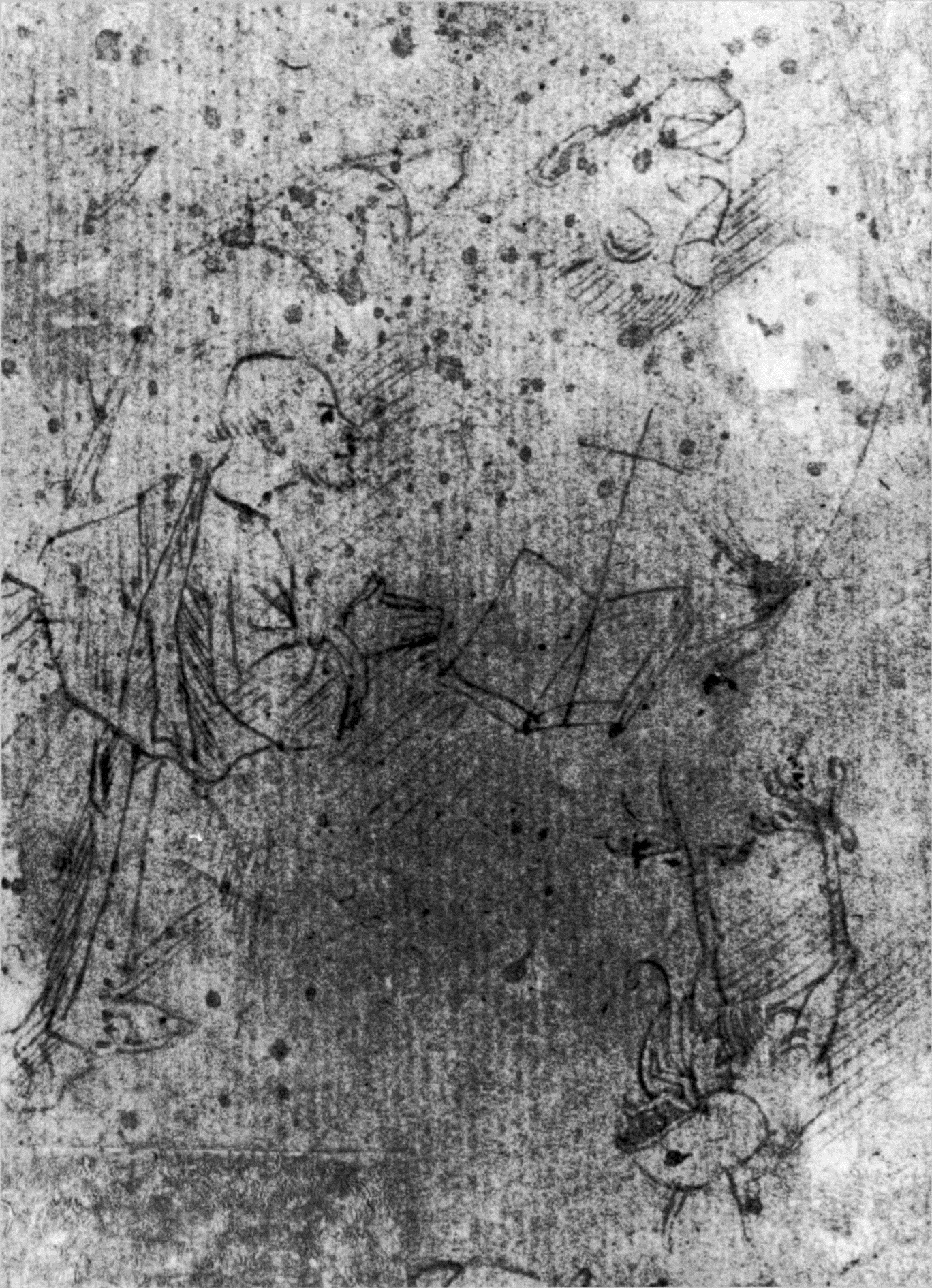
Saint Pierre agenouillé, plume et encre brune sur papier, 11,2 x 8.1 cm, Amsterdam, collection de Boer.

Composé de trois panneaux de bois peints à l'huile, le triptyque mesure environ 80,5 cm de haut et 115 cm de large (dont 62 pour le panneau central et 26,5 pour chaque volet latéral).
Le retable fermé présente un paysage avec, au premier plan, deux saints en prière, saint Pierre (à gauche) et sainte Marie-Madeleine (à droite), qui se font face. Agenouillé dans une grotte, Pierre prie devant une croix et une Bible ouverte, près desquelles se trouve une clé, attribut de cet apôtre. Un dessin représentant saint Pierre dans la même position, conservé à Amsterdam, pourrait être considérée comme une étude préparatoire pour cette partie du triptyque.
Également agenouillée dans une grotte, Marie-Madeleine prie devant un crucifix posé à côté d'un flacon doré de nard, attribut traditionnel de cette sainte (alors confondue avec Marie de Béthanie). Dans la partie supérieure du volet représentant Marie-Madeleine, on remarque les formes tortueuses de la végétation ainsi que le détail curieux du grand œuf brisé d'où s'envolent des oiseaux.

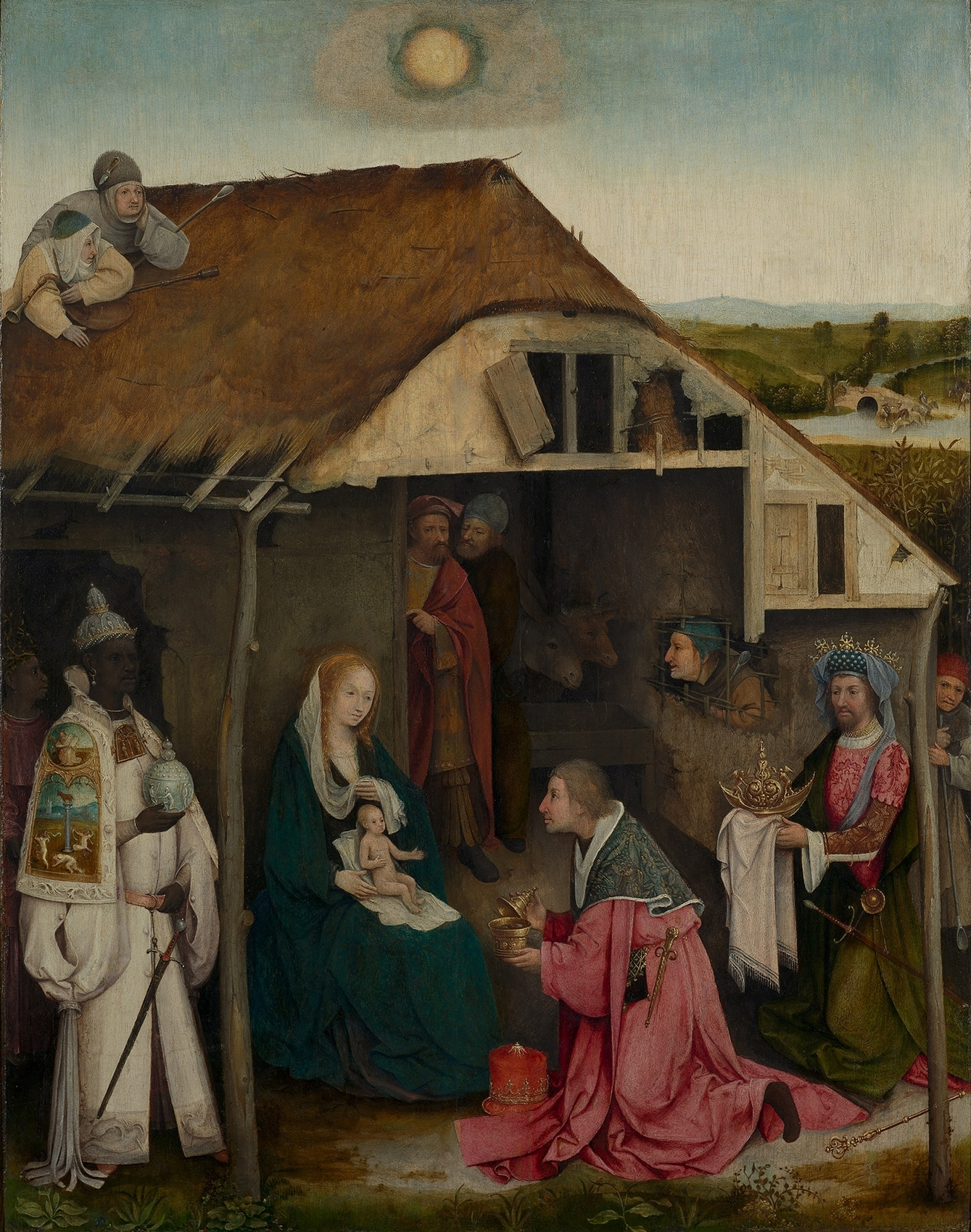
Panneau central du triptyque.

Ouvert, le retable montre l'adoration des mages, selon une iconographie très proche de celle du triptyque de L'Adoration des mages signé par Bosch et exposé au Prado (vers 1490-1500). De nombreux détails de ce chef-d’œuvre sont en effet cités plus ou moins directement sur le panneau central de la version d'Anderlecht : les deux bergers (dont un joueur de cornemuse) sur le toit, le roi noir et sa servante, le berger épiant à travers la brèche dans le torchis... Comme dans la version du Prado, des hommes semblent conspirer au fond de l'étable, près de la mangeoire de l'âne et du bœuf. Il pourrait s'agir d'une représentation des Juifs ne reconnaissant pas le Messie en Jésus. Sur la manche du mage noir, un écusson brodé représente Moïse et l'adoration du veau d'or, cette scène de l'Ancien Testament constituant un antitype de l'adoration du Christ par les mages.
Sur le volet gauche, on voit au premier plan un homme en train de puiser de l'eau. Il s'agit de saint Joseph, identifiable aux outils de charpentier représentés près de lui. À l'arrière-plan, un ange s'occupe du feu. Sur la gauche, un homme tenant un chien en laisse sort d'un bâtiment en ruine décoré de reliefs représentant de petits personnages nus. Cette sorte de temple ruiné pourrait être une allusion à la chute du paganisme face au christianisme.
Sur le volet droit, des serviteurs des mages déposent des bagages ou des présents au premier plan, tandis que les cavaliers de la suite des rois sont visibles au second plan.

## Historique et attribution
Le triptyque d'Anderlecht n'a pas fait l'objet d'une analyse dendrochronologique, mais la plupart des auteurs en situent la création après 1510 (vers 1510-1515 selon Elsig, après 1515-1520 pour l'équipe du BRCP), donc peu de temps avant ou après la mort de Bosch (1516). Le large col carré du costume de sainte Marie-Madeleine est difficilement concevable avant le début des années 1510.
Mentionné depuis le milieu du XVIe siècle dans la collégiale Saints-Pierre-et-Guidon d'Anderlecht, le triptyque a peut-être été caché par les chanoines pendant la période française. En 1844, il est légué par le chanoine Moens à la fabrique de cette église. Exposé dans le chœur de l'édifice, il y fut dérobé en 1973. Grâce à un connaisseur qui s'était fait passer pour un acquéreur potentiel, la police est rapidement parvenue à monter un guet-apens qui a permis l'arrestation des deux voleurs (puis de trois complices) et la récupération de l’œuvre dans un hôtel de Diegem. Depuis cette mésaventure, le triptyque est prêté au musée de la Maison d’Érasme.
L'attribution à Bosch lui-même, proposée notamment par Max Jakob Friedländer, a été mise en doute par d'autres historiens de l'art dès le début du XXe siècle. Aujourd'hui prudemment présenté comme l’œuvre d'un suiveur, le triptyque possède toutefois des caractéristiques qui permettent d'y voir une œuvre en lien direct avec l'atelier de Bosch à Bois-le-Duc. Le détail de la danse du veau d'or plaide en ce sens. En effet, l'idole y est représentée au sommet d'une colonne, comme dans le dessin sous-jacent du panneau central de La Tentation de saint Antoine de Lisbonne (v. 1498-1503), où Bosch a finalement recouvert la colonne par une colline lors de l'achèvement du tableau.
Si Elsig propose une attribution à Johannes van Aken, neveu de Bosch et probable chef de l'atelier familial de Bois-le-Duc après 1516, l'équipe du BRCP attribue avec quasi-certitude le triptyque à Gielis Panhedel (vers 1490-après 1557), disciple de Bosch actif à Bruxelles et dont un travail pour l'église d'Anderlecht, réalisé en 1528, est attesté par un document d'archive.
En 2016, le Conseil bruxellois des musées a sélectionné le triptyque pour faire partie des cent chefs-d’œuvre des collections de la capitale belge mis à l'honneur lors de l'opération « 100 Masters ».